# Disastro aereo delle Bermuda
Per disastro aereo delle Bermuda si intende un incidente aereo occorso il sabato 6 dicembre 1952 ad un Douglas DC-4 della Cubana de Aviación che precipitò in mare aperto provocando 37 morti e lasciando solo 4 superstiti.

## L'aereo
Il velivolo coinvolto era un Douglas DC-4, marche CU-T397, numero di serie 10319. Entrò in servizio con la United States Army Air Forces nel giugno 1944 operando voli cargo durante la seconda guerra mondiale. A guerra finita passò sotto il controllo della Pan American World Airways, precisamente nel febbraio del 1947. Cubana de Aviación lo acquisì nel dicembre del 1949 e lo battezzò Estrella de Oriente.

## L'incidente
L'aereo operava un volo di linea da Madrid, in Spagna, a L'Avana, nell'isola di Cuba. Per rifornirsi di carburante, aveva fatto uno scalo tecnico intermedio a Bermuda, dove era arrivato provenendo dall'aeroporto di Santa Maria, nelle Azzorre. La distanza tra l'aeroporto di Bermuda e la destinazione di arrivo a L'Avana è 2 016 km. L'aereo precipitò subito dopo il decollo da Bermuda per cause mai chiarite.
A bordo c'erano 8 membri dell'equipaggio, sette dei quali morirono, e 33 passeggeri, trenta dei quali perirono nell'incidente. Delle 41 persone in totale presenti sull'aereo si salvarono solo in quattro.